# Рубато
Рубато, tempo rubato (дословно «украденное время», от итал. rubare «красть») — варьирование темпа при исполнении произведения академической музыки, несколько отклоняющееся от заданной композитором темповой инструкции. Один из элементов трактовки произведения исполнителем.
Термин предложен Пьетро Франческо Този в его трактате «Взгляды древних и современных певцов» (итал. Opinione de' cantori antichi e moderni; 1723).
Склонность широко прибегать к использованию рубато в ряде случаев выступает характеристикой индивидуального исполнительского стиля. Так, Чарльз Бёрни писал о Франческо Джеминиани, что его многочисленные и неожиданные рубато привели в 1711 г. к его отставке с поста руководителя оркестра в оперном театре Неаполя, поскольку музыканты оркестра не могли за ним следовать. Широким использованием рубато славился Фредерик Шопен, особенно при исполнении собственной музыки, что, по мнению музыковеда Ольги Скорбященской, связано с тем, что Шопен «учился искусству исполнения у великих певцов XIX века».
Теодор Адорно в курсе лекций «Введение в социологию музыки» замечал, что игра рубато — далёкий отзвук свободного, импровизационного музицирования, предшествовавшего кодифицированной академической музыке новейшего времени.